# Luis de Gravina
Luis de Gravina (1324 - 22 de julio de 1362) fue conde de Gravina y Morrone. Fue el hijo de Juan de Gravina e Inés de Périgord.
En 1337, fue nombrado vicario y capitán general del Reino de Albania. Durante la ascensión de los Durazzeschi en la corte de Nápoles durante el reinado de Juana I, fue uno de los embajadores reales a la Curia Romana. Tras la invasión de Luis I de Hungría y la ejecución de su hermano mayor, Carlos de Durazzo, en 1348, fue encarcelado, con su hermano menor Roberto, hasta 1352. El resto de su vida la pasó provocando revueltas en contra de Juana en Apulia con la ayuda de algunas compañías libres. Estas fueron sofocadas finalmente en 1360 por Luis de Tarento, y Luis de Gravina fue encarcelado en el Castel dell'Ovo de Nápoles y asesinado por envenenamiento.

## Matrimonio
Se casó con Margarita de Sanseverino en 1343, con quien tuvo tres hijos:
- Luis (1344- murió joven)
- Carlos III de Nápoles (1345-1386)
- Inés (1347- murió joven)